# Moulin Boulet
De Moulin Boulet is een voormalige watermolen op de Grand Aaz, gelegen aan Rue de la Crayère 40 te Heure-le-Romain.
Het betrof een bovenslagmolen die fungeerde als korenmolen.
De molen bestond reeds in 1841, maar in 1921 werd een nieuw, bakstenen, molengebouw opgericht. Dit gebouw werd later gerenoveerd tot woonhuis waarbij zowel de inrichting als het waterrad werd verwijderd. Slechts een gevelsteen met jaartal 1921 herinnert nog aan deze molen.